# Condado de Jefferson (Pensilvania)
El condado de Jefferson (en inglés: Jefferson County) fundado en 1804 es uno de 67 condados en el estado estadounidense de Pensilvania. En el 2000 el condado tenía una población de 45,932 habitantes en una densidad poblacional de 27 personas por km². La sede del condado es Brookville.

## Geografía
Según la Oficina del Censo, el condado tiene un área total de 1702 km² (657,1 mi²), de la cual 1696 km² (654,8 mi²) es tierra y 3 km² (1,2 mi²) (0.21%) es agua.

### Condados
- Condado de Forest (norte)
- Condado de Elk (noreste)
- Condado de Clearfield (este)
- Condado de Indiana (sur)
- Condado de Armstrong (suroeste)
- Condado de Clarion (oeste)

## Demografía
Según el censo de 2000, había 45,932 personas, 18,375 hogares y 12,862 familias residiendo en la localidad. La densidad de población era de 27 hab./km². Había 22,104 viviendas con una densidad media de 13 viviendas/km². El 98.97% de los habitantes eran blancos, el 0.13% afroamericanos, el 0.21% amerindios, el 0.34% asiáticos, el 0.01% isleños del Pacífico, el 0.07% de otras razas y el 0.45% pertenecía a dos o más razas. El 0.41% de la población eran hispanos o latinos de cualquier raza.

## Localidades

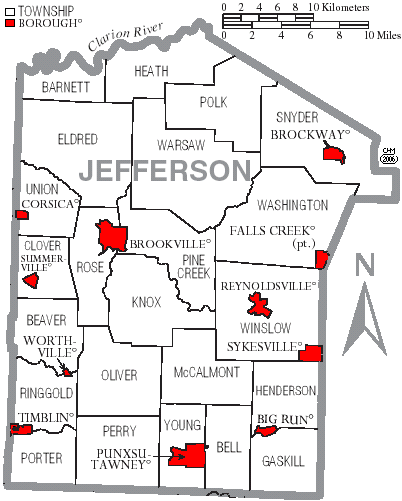
Localidades del condado de Jefferson.

### Boroughs
Big Run |
Brockway |
Brookville |
Corsica |
Falls Creek‡ |
Punxsutawney |
Reynoldsville |
Summerville |
Sykesville |
Timblin |
Worthville

### Municipios
Barnett |
Beaver |
Bell |
Clover |
Eldred |
Gaskill |
Heath |
Henderson |
Knox |
McCalmont |
Oliver |
Perry |
Pine Creek |
Polk |
Porter |
Ringgold |
Rose |
Snyder |
Union |
Warsaw |
Washington |
Winslow |
Young

### Lugares designados por el censo
Crenshaw

### Áreas no incorporadas
Sprankle Mills 